# Maurice De Wilde
Maurice De Wilde (Ledeberg (Gent), 25 november 1923 – Jette, 22 september 1998) was een Belgisch nieuwslezer, onderzoeksjournalist en televisiemaker. Vooral zijn reeksen over het Belgische collaboratieverleden, De Tijd der Vergelding en De Nieuwe Orde, deden heel wat stof opwaaien.

## Levensloop

### Jeugdjaren
Maurice De Wilde werd geboren in de Moriaanstraat te Gent, als zoon van een spoorwegarbeider. Toen hij zeven was verhuisde het gezin naar Mechelen. Tijdens de Tweede Wereldoorlog liep hij atheneum en studeerde Germaanse talen. Hij werd onderwijzer, maar droomde ervan journalist te worden bij de openbare radio-omroep, het N.I.R. De radiozender nodigde hem in 1948 uit voor een korte stage. Daarna werkte De Wilde een tijd voor het persagentschap Belga, keerde terug naar de radio en was vervolgens zes jaar actief als vertaler voor het Ministerie van Economische Zaken. Nadat hij nog een licentiaatsdiploma sociale wetenschappen behaald had begon hij in 1953 bij de pas opgerichte Vlaamse openbare televisieomroep.
Toen reeds, in 1949, kreeg De Wilde het aan de stok met toenmalige administrateur-directeur-generaal Jan Boon. De Wilde zou zich in "grove, beledigende" termen hebben uitgelaten over het verzet tijdens de Tweede Wereldoorlog. Volgens Boon had De Wilde gezegd dat "Alle weerstanders smeerlappen zijn", wat De Wilde verbeterde: "Sommige weerstanders zijn smeerlappen". Alhoewel De Wilde altijd een grote afkeer en haat voor nazi's en collaborateurs had, zag hij ook altijd wel de keerzijde van de medaille. Ook later in zijn reeksen over de collaboratie stak hij minder van leer tegen de kleine collaborateurs dan tegen de grote namen.

### Jaren vijftig
De Wilde was meteen een van de eerste journalisten die voor het prille televisiejournaal werden aangenomen. Van 1953 tot 1956 was hij nieuwslezer, maar hierna begon hij een groot aantal reportages ter plaatse (door hem "enquêtes" genoemd) te verzorgen.

### Jaren zestig
Van 1963 tot 1968 doceerde De Wilde perswetenschappen aan het toenmalige Hoger Rijksinstituut voor Toneel en Cultuurspreiding (HRITCS) te Brussel, onder meer aan Philippe Van Meerbeeck, die in 1979 zijn documentalist zou worden.
Midden jaren 60 nam De Wilde een groot aantal "enquêtes" op over sociaal-economische problemen in België. Hij werd berucht vanwege zijn voor die tijd bijzonder scherpe en kritische interviews. Met zijn grondige dossierkennis en hardnekkige interviewstijl was hij een buitenbeentje in de Vlaamse televisie-journalistiek. De Wilde zette zich in om de waarheid te weten te komen en bleef vaak doorvragen als hij niet meteen een antwoord kreeg. Het bezorgde hem veel moeilijkheden, zowel met de overheid als met de hiërarchie van de BRT. Hij kreeg het vaak aan de stok met directeur-generaal Paul Vandenbussche.
Zo werd zijn uitzending Mijnalarm (1966) rond de mijnwerkersstakingen en de sluiting van de mijn van Zwartberg in Limburg eerst verboden en ten slotte gecensureerd uitgezonden. De leiding van de BRT struikelde over de vrijmoedige uitlating van een mijnwerker en vooral over het feit dat De Wilde de socialistische vicepremier Antoon Spinoy twee keer dezelfde vraag had gesteld omdat Spinoy hierop geen antwoord had gegeven.
Een nieuwe rel ontstond naar aanleiding van De Wildes reportage rond de havens: Geen mammoets voor Antwerpen (1967), soms ook Geen mammoets in de haven genoemd. Tijdens zijn verslag merkte hij op dat minister van Openbare Werken Jos De Saeger zijn ambtenaren verboden had aan de reportage mee te werken en daarnaast ook zelf weigerde voor de camera's te verschijnen. De BRT liet De Wilde hierop zeven jaar lang de eindredactie verzorgen en haalde hem zo jarenlang van het scherm.
Dure elektriciteit leidde tot een proces met CVP-politicus Geeraard Van Den Daele over het eigendomsrecht van televisie-interviews, een geding dat uiteindelijk zou leiden tot een gezaghebbende uitspraak van het Hof van Cassatie in het voordeel van De Wilde en de BRT.
Op de BRT kon hij geen promotie maken en mocht enkel minder grote reportages verzorgen. Hoewel hij zich daardoor erg ongelukkig voelde, wees hij in 1968 een verkiesbare plaats op de VU-Kamerlijst af, omdat hij liever journalist bleef. Dat hij ooit de overstap naar de politiek overwogen heeft, had vooral te maken met het feit dat hij op dat moment tot journalistiek laagwaardig routinewerk op de redactie gedwongen werd.
In de woorden van de voormalige directeur Informatie Karel Hemmerechts: Maurice wilde een soort Balzac van de televisiejournalistiek worden.
Zijn onthullende enquêtes uit de jaren 60 waren de langste die de Vlaamse televisie tot dan toe gebracht had. De meeste daarvan pasten in een cyclus die de veelzeggende titel "Anatomie van België" droeg. De Wilde heeft die cyclus nooit kunnen afmaken.

### Jaren zeventig
Tijdens de jaren zeventig werd de gedreven onderzoeksjournalist op de nieuwsredactie geplaatst en leek hij professioneel afgebrand. Veel van zijn reportages waren gecensureerd of leidden tot processen of conflicten met de overheid of de BRT-top, terwijl hij tegelijkertijd prijzen won voor zijn journalistiek werk.
Men liet hem dan maar rapportages in het buitenland verzorgen. Tijdens de staatsgreep van Augusto Pinochet in Chili (1973) was De Wilde ter plaatse en kreeg toegang tot het sportstadion waar de eerste weken na de coup politieke tegenstanders werden vastgehouden. Hij wierp toen enkele politieke gevangenen sigaretten toe, veel meer kon hij niet voor hen betekenen. Wat hem vooral choqueerde was het feit dat de gevangenen in bedwang werden gehouden met Belgische FAL-geweren. Dit leidde ertoe dat hij een jaar later de reportage "De één zijn dood, de andere zijn brood" (1974) draaide rond de Belgische wapenindustrie.
In 1974 mocht hij van de BRT samen met onder meer de geschiedkundige Etienne Verhoeyen documentairereeksen voorbereiden rond de Belgische collaboratie in de Tweede Wereldoorlog. In totaal werkte hij 20 jaar aan 60 afleveringen rond het thema. Het project zou zijn levenswerk worden, van 1982 tot 1991 werden de documentaires uitgezonden. De Wilde spitte eerst heel wat dossiers en archieven door om informatie te verzamelen.

### Jaren tachtig
In 1982 presenteerde De Wilde zijn eerste uitzending over Belgiës collaboratieverleden tijdens de Tweede Wereldoorlog: De Nieuwe Orde. Ook de reeksen die volgden, De Verdachten, De Collaboratie, Het Verzet, De Oostfronters en De Tijd der Vergelding deden heel wat stof opwaaien.
De Wilde interviewde voor deze reeksen 300 getuigen en voerde meestal lange voorbereidende gesprekken met hen. Maurice De Wilde kon zich soms erg boos maken als de geïnterviewde moeite had om uitspraken voor de camera te herhalen. Enkele van de meest spraakmakende figuren die geïnterviewd werden: Maurice Naessens, Jef van de Wiele, Robert Verbelen en Léon Degrelle. Zijn reeksen over de Tweede Wereldoorlog maakten veel indruk door de opmerkelijke documentatie en het taboe-doorbrekende karakter van de onderwerpen.
Er volgde heel wat protest en kritiek vanuit Vlaams-nationalistische en katholieke hoek: de pers (Gazet van Antwerpen, De Standaard, 't Pallieterke,...), de politiek (ex-CVP-voorzitter Robert Houben) en op 28 april reageerde zelfs koning Leopold III zeer geïrriteerd op de dringende vraag van De Wilde om 'te spreken'.. De gewezen koning was niet in zijn schik met de wijze waarop De Wilde zijn rol in de collaboratie had blootgelegd en besloot verder het zwijgen te bewaren in deze gevoelige kwestie.
Ondanks de kritiek op De Wilde als "journalist die blijft vragen tot hij hoort wat hij wil horen" en het linkse etiket dat hem werd opgekleefd, was De Wilde in zijn reportages altijd even kritisch tegenover de socialistische partij als ten opzichte van anderen. Bovendien heeft men hem nooit op een fout in zijn dossiers kunnen betrappen. Hij verdedigde zijn interviewstijl weleens met de woorden: "Ik geloof nooit dat mensen spontaan de waarheid vertellen."
De veelbesproken reportages waren hoe dan ook belangrijk in historisch opzicht en speelden een grote rol in de erkenning van mondelinge geschiedenis in Vlaanderen. Hij ontving er nogal wat prijzen voor en zelfs een eredoctoraat van de Vrije Universiteit Brussel (VUB).

### Jaren negentig
De heisa rond zijn werk eiste veel van De Wildes gezondheid. In 1983 kreeg hij een hartaanval en in 1986 werd bij hem kanker vastgesteld. In 1988 had hij zijn pensioengerechtigde leeftijd bereikt, maar bleef desondanks nog werken tot 1991. Toen werd hij definitief met pensioen gestuurd.
Zijn laatste reeks rond de collaboratie, "De Repressie" (1991), deed opnieuw stof opwaaien. De BRTN verbood zelfs de eerste aflevering omdat De Wilde zich volgens haar te zeer had vastgebeten op de wandaden van het Belgisch verzet. Ook andere mensen verweten hem dat hij te fel van leer trok tegen sommige weerstanders en een nauwelijks verholen pleidooi voor amnestie voor collaborateurs hield.
Toen deze laatste afleveringen afgerond waren had De Wilde nog steeds niet het gevoel klaar te zijn met zijn onderzoek naar de collaboratie. Hij betreurde het altijd dat hij nooit reportages had kunnen maken rond de bevrijding van Tongeren, Cyriel Verschaeve, Irma Laplasse, Leo Vindevogel en Modest van Assche. Ook de economische collaboratie heeft hij nooit mogen onderzoeken.
In 1998 overleed hij op 74-jarige leeftijd aan kanker.

## Erkenning
De Wilde ontving meer dan tien prijzen voor zijn televisiewerk, ook van Franstalige zijde. Hij mocht – vrij uniek voor een journalist – een eredoctoraat in ontvangst nemen aan de Vrije Universiteit Brussel. Die grote waardering was zonder twijfel de erkenning van inzet en talent, maar ook een gevolg van de grote ruchtbaarheid die zijn reportages kregen, soms zelfs nog voor ze uitgezonden werden.
- 1982: De HA! van Humo voor De Nieuwe Orde.
- 1982: Geuzenprijs voor zijn niet-aflatende inspanningen om de waarheid kenbaar te maken, spijts alle druk en tegenkantingen.
- 1988: De HA! van Humo voor De Tijd der Vergelding.
- 1992: eerste Prijs voor de Democratie

## Trivia
- De Wilde was de schoonvader van Bert De Graeve, oud-gedelegeerd bestuurder van de VRT en Ceo van het Bekaert (staal)-concern.
- Zijn bijnaam was "de pitbull van de Vlaamse televisie". Andere koosnaampjes die men hem in de loop der jaren gaf waren "de inquisiteur", "de substituut van krijgsheer-auditeur ten velde" en "de hertog van Alva van de BRTN".
- Een van De Wildes medewerkers, Filip Van Meerbeeck, vertelde ooit volgende anekdote: "Als Maurice De Wilde iemand wilde interviewen, dan gaf hij niet gauw op. Legendarisch is de brief die een Antwerpse collaborateur destijds naar de BRT stuurde. 'Hij wilde niet weggaan. Ik heb hem als ne vuilen hond van mijnen hof moeten stampen.', schreef de man. Om u maar te zeggen hoe volhardend Maurice was."
- Een andere anekdote betrof De Wildes interview met voormalig VNV-kopstuk Bert Peleman. Om goede opnames te krijgen, besloot De Wilde om het gezicht van zijn gesprekspartner met een spot te belichten. Urenlang vuurde hij zijn vragen af op Peleman. Na afloop kreeg de BRT een schadeclaim van Peleman in de bus omdat het felle licht hem "dagenlang verblind en verbrand zou hebben."

- Digitale Bibliotheek voor de Nederlandse Letteren: wild022
- Gemeinsame Normdatei: 143202839
- International Standard Name Identifier: 0000 0001 0965 8739
- Library of Congress Control Number: n83000615
- Nederlandse Thesaurus van Auteursnamen: 068975910
- Virtual International Authority File: 40741661
- WorldCat: E39PBJfH3YwgtdRF3cXjvQFMyd